# 2003 في لاتفيا
فيما يلي قوائم الأحداث التي وقعت خلال عام 2003 في لاتفيا.

## سياسة

### تعيين في المنصب
- 16 يناير – ريموندز فيجونس وزير البيئة  [لغات أخرى]‏.

## رياضة
- 1 يناير – نادي داوغافا

## وفيات

### يوليو
- 17 يوليو – والتر زاب (مواليد 1905)